# ACT 6000
ACT6000 – pierwsza w Polsce całkowicie cyfrowa centrala telefoniczna oparta na traktach PCM i zewnętrznie ISDN.
Wyprodukowana została przez Centrum Naukowo-Produkcyjne Systemów Sterowania MERASTER w Katowicach w liczbie około 300 sztuk, które zainstalowano głównie w okolicach Zamościa i Gliwic. Zaprojektowana przez firmę powstałą przy Politechnice Poznańskiej. Oparta na kanadyjskiej telekomunikacyjnej bazie elementowej firmy Mitel i wieloprocesorowym systemie serii Intel. W późniejszej wersji umożliwiała połączenie przez ISDN kanału RS-232 (interfejsu szeregowego).
Centrale ACT 6000 nabywane były przez Społeczne Komitety Telefonizacji Gmin.